# Louisville (Ohio)
Louisville è un comune degli Stati Uniti d'America, situato nello stato dell'Ohio, nella contea di Stark.